# Saussure (Mondkrater)
Saussure ist ein Einschlagkrater im Süden der Mondvorderseite, südlich des Mare Nubium, östlich des Kraters Tycho und südwestlich von Nasireddin.
Der Krater ist stark erodiert, das Innere weitgehend eben.
| Buchstabe | Position          | Durchmesser | Link |
| --------- | ----------------- | ----------- | ---- |
| A         | 43,81° S, 0,65° W | 18 km       |      |
| B         | 42,27° S, 4,13° W | 5 km        |      |
| C         | 44,86° S, 0,76° W | 17 km       |      |
| CA        | 45,28° S, 0,7° W  | 19 km       |      |
| D         | 46,99° S, 0,04° O | 19 km       |      |
| E         | 44,68° S, 2,27° W | 11 km       |      |
| F         | 44,34° S, 4,73° W | 4 km        |      |

Der Krater wurde 1935 von der IAU nach dem Genfer Naturforscher Horace-Bénédict de Saussure offiziell benannt.